# Bezirksgericht Karl-Marx-Stadt
Das Bezirksgericht Karl-Marx-Stadt (vor dem 10. Mai 1953 und nach dem 30. Mai 1990: Bezirksgericht Chemnitz) war ein Bezirksgericht in der DDR mit Sitz in Karl-Marx-Stadt, Dr.-Richard-Sorge-Straße (Hohe Straße) 23.

## Geschichte
In Chemnitz bestand bis 1879 das Gerichtsamt Chemnitz als Eingangsgericht. Es war dem Appellationsgericht Zwickau nachgeordnet. In Sachsen wurde zur Ausführung der Reichsjustizgesetze im „Gesetz Nr. 17, Bestimmungen zur Ausführung des Gerichtsverfassungsgesetzes vom 27. Januar 1877 und über die Zuständigkeit der Gerichte in Sachen der nichtstreitigen Gerichtsbarkeit enthaltend“ vom 1. März 1879 das Oberlandesgericht Dresden, die Landgerichte, darunter das Landgericht Chemnitz und die Amtsgerichte eingerichtet.
Mit der Auflösung der Länder der DDR im Sommer 1952 wurden das Oberlandesgericht sowie die Land- und Amtsgerichte durch das „Gesetz über die Verfassung der Gerichte der Deutschen Demokratischen Republik vom 2. Oktober 1952“ und nach der Verordnung über die Neugliederung der Gerichte vom 28. August 1952 mit Wirkung vom 31. August 1952 aufgehoben. An deren Stelle trat die dreistufige Gliederung in Kreis- und Bezirksgerichte sowie das Oberste Gericht der DDR. Die Rolle des Landgerichtes Chemnitz übernahm das Bezirksgericht Chemnitz, ab dem 10. Mai 1953 Bezirksgericht Karl-Marx-Stadt. Dem Bezirksgericht waren auf Kreisebene die Kreisgerichte untergeordnet. Ab 1974 fungierten die Bezirksgerichte auf Antrag des Direktors des Bezirksgerichtes oder des Staatsanwaltes des Bezirkes auch als Kassationsgerichte gegenüber rechtskräftigen Entscheidungen der Kreisgerichte.
Im Januar 1991 übernahm Peter Igneé die Aufgaben des Präsidenten des damaligen Bezirksgerichtes Chemnitz (ab dem 1. Juni 1990 wieder Chemnitz). Im November 1991 wurde er Präsident des Gerichtes, welches mit dem Sächsischen Gerichtsorganisationsgesetz am 1. Januar 1993 als Landgericht Chemnitz als Gericht des Freistaats Sachsen wieder errichtet wurde. Im Zuständigkeitsbereich des Bezirksgerichtes Karl-Marx-Stadt lagen folgende Kreisgerichte: 
- Annaberg
- Aue
- Auerbach
- Brand-Erbisdorf
- Flöha
- Freiberg
- Glauchau
- Hainichen
- Hohenstein-Ernstthal
- Karl-Marx-Stadt (bis zum 10. Mai 1953 und ab dem 1. Juni 1990 Chemnitz)
  - Bis zum 15. Oktober 1961 bestanden für die 7 Stadtbezirke von Karl-Marx-Stadt die Kreisgerichte Karl-Marx-Stadt I, Karl-Marx-Stadt II, Karl-Marx-Stadt III, Karl-Marx-Stadt IV, Karl-Marx-Stadt V, Karl-Marx-Stadt VI, Karl-Marx-Stadt VII
  - Ab dem 15. Oktober 1961 bestanden für die 3 Stadtbezirke von Karl-Marx-Stadt die Kreisgerichte Karl-Marx-Stadt Mitte-Nord, Kreisgericht Karl-Marx-Stadt Süd und Kreisgericht Karl-Marx-Stadt West[3]
- Klingenthal
- Marienberg
- Oelsnitz
- Plauen-Land
- Reichenbach
- Rochlitz
- Schwarzenberg
- Stollberg
- Werdau
- Zschopau
- Zwickau